# Armaguerra OG-43
Il mitra OG-43 e la sua versione successiva, l'OG-44, sono mitra realizzati nella Repubblica di Salò, rimasti a livello di prototipi.

## Genesi e sviluppo
L'OG-43, progettata da Giovanni Oliani dello stabilimento di Cremona della Società Anonima Revelli Manifattura Armi Guerra, era un'avanzata arma automatica d'assalto, a corto raggio, ispirata alla massima economicità di produzione ed alla massima occultabilità. Fa parte di una famiglia di armi prodotte in situazione di emergenza nella Repubblica Sociale Italiana, formata dai mitra TZ-45, FNAB-43 e Isotta Fraschini. La versione successiva, la OG-44 invece aveva una conformazione più tradizionale. Il Ministero della Guerra della RSI ne approvò la costruzione, che però non fu mai avviata per il precipitare degli eventi.

## Descrizione
L'OG-43 presentavano una linea molto moderna rispetto ai modelli coevi. Realizzata in lamiera stampata, il caricatore ed il portacaricatore fungevano anche da impugnatura. L'otturatore a forma di L scorreva, con la molla di recupero, in un cilindro sopra la canna; questo diminuiva l'impennamento della canna durante le raffiche. La manetta d'armamento scorreva superiormente al castello lungo il cilindro portamolla. Il calcio a stampella ed il calciolo erano ribaltabili inferiormente in avanti. Davanti al ponticello del grilletto, sotto al copricanna forato, era posizionata un'impugnatura in legno reclinabile anteriormente. L'arma adottava gli stessi caricatori bifilari da 10, 20, 30 e 40 colpi del Beretta MAB 38. Il funzionamento era a corto rinculo a massa battente e sparava con otturatore aperto in modalità semiautomatica e automatica. Le mire erano fisse, con alzo posteriore graduato per 100 e 200 metri.

### OG-44
La versione OG-44 aveva una linea più tradizionale. Adottava una calciatura in legno incernierato alla tradizionale impugnatura a pistola, posizionata posteriormente al grilletto ed al portacaricatore. Il peso era leggermente superiore a quello dell'OG-43, così come la lunghezza totale che sale a 787 mm.